# Cyphia decora
Cyphia decora är en klockväxtart som beskrevs av Mats Thulin. Cyphia decora ingår i släktet Cyphia, och familjen klockväxter. Inga underarter finns listade i Catalogue of Life.